# Accademia svizzera delle scienze mediche
L'Accademia svizzera delle scienze mediche (in tedesco: Schweizerische Akademie der Medizinischen Wissenschaften; in francese: Académie suisse des sciences médicales) è un'organizzazione svizzera fondata nel 1943 la cui sede è stata trasferita da Basilea a Berna.

## Storia
L'Accademia svizzera delle scienze mediche fu fondata nel 1943 dalle cinque facoltà di medicina, dalle due facoltà di medicina veterinaria e dalla Federazione dei medici svizzeri (FMH), quale istituzione per la promozione della ricerca e dei giovani talenti in un periodo di isolamento internazionale provocato dalla Seconda Guerra Mondiale.
Nell'ottobre del 2018, la Federazione dei medici svizzeri ha dciso di non accogliere nel proprio codice deontologico le linne-guida dell'accademia che estendevano il suicidio assistito ai casi di "insofferenza insopportabile", una categoria giudicata eccessivamente ampia, soggettiva e discrezionale.

## Obbiettivi
L'accademia gestisce due programmi principali, "Scienza e pratica medica" e "Medicina e società", per i quali si è prefissata le seguenti priorità:
- la valorizzazione dei giovani scienziati, in particolare nell'ambito della ricerca clinica;
- il supporto alle ricerche di alta qualità nel campo della biomedicina e della ricerca clinica;
- la connessione tra medicina scientifica e pratica;
- la definizione delle questioni etiche legate al progresso medico
- la progettazione del futuro della medicina e del suo impatto sugli individui e sulla società;
- la partecipazione delle alte scuole, della scienza e della politica di formazione, coordinato con la propria esperienza e consulenza al servizio dei politici e delle autorità.

L'ASSM è membro delle Accademie svizzere delle scienze.

## Organizzazione
L'ASSM è organizzata come una fondazione, di cui il Senato è l'organo supremo. Il Senato è composto 230 membri, fra membri ddelegati, singoli, corrispondenti e onorari. Le decisioni del Senato sono attuate dal Comitato Esecutivo, i cui atti sono a sua volta tradotti in decisioni operative dal segretariato generale, che ha sede presso la Maison des Académies di Berna.
L'ASSM è sostenuto finanziariamente dalla Confederazione, che ha stipulato un contratto quadro con le Accademie Svizzere delle Scienze, al quale è seguito un accordo di servizio tra l'ASSM e il Segretariato di Stato per la formazione, la ricerca e l'innovazione (SERI).

## Attività
L'associazione gestisce i premi e le borse di studio seguenti: Fonds Helmut Hartweg, Fonds Käthe Zingg-Schwichtenberg, Fonds Théodore Ott, Prix Théodore Ott, Prix Robert Bing.